# Letnie Grand Prix w kombinacji norweskiej 2000
Letnie Grand Prix w kombinacji norweskiej 2000 – trzecia edycja LGP w historii kombinacji norweskiej. Sezon składał się z czterech konkursów indywidualnych. Rozpoczął się 26 sierpnia 2000 roku w Klingenthal, a zakończył 3 września 2000 w Berchtesgaden. Tytułu sprzed roku bronił reprezentant Niemiec Ronny Ackermann. Zwycięzcą tej edycji został Austriak Felix Gottwald.

## Kalendarz i wyniki
| Lp | Data             | Miejscowość   | Konkurencja | 1 miejsce   | 2 miejsce  | 3 miejsce   |
| -- | ---------------- | ------------- | ----------- | ----------- | ---------- | ----------- |
| 1. | 26 sierpnia 2000 | Klingenthal   | K90/15 km   | F. Gottwald | M. Looß    | J. Mantila  |
| 2. | 30 sierpnia 2000 | Oberhof       | K90/15 km   | S. Lajunen  | J. Mantila | G. Hettich  |
| 3. | 2 września 2000  | Stams         | K120/10 km  | M. Baacke   | S. Haseney | F. Gottwald |
| 4. | 3 września 2000  | Berchtesgaden | K120/15 km  | F. Gottwald | M. Gruber  | J. Matura   |

## Klasyfikacja końcowa
| Miejsce | Zawodnik          | Punkty |
| ------- | ----------------- | ------ |
| 1.      | Felix Gottwald    | 485    |
| 2.      | Samppa Lajunen    | 352    |
| 3.      | Georg Hettich     | 335    |
| 4.      | Jari Mantila      | 290    |
| 5.      | Christoph Bieler  | 275    |
| 6.      | Marko Baacke      | 248    |
| 6.      | Sebastian Haseney | 248    |
| 8.      | Matthias Looß     | 247    |
| 9.      | Ladislav Rygl     | 239    |
| 10.     | Ivan Rieder       | 198    |